# Sic (Cluj)
Sic (Hongaars: Szék, Duits: Secken) is een gemeente in Cluj. Sic ligt in de regio Transsylvanië, in het westen van Roemenië. Het maakt onderdeel uit van de etnografische streek Mezoség (Zevenburgse Vlakte).
Sic is een mijnstadje dat al in de Romeinse tijd bekend was om haar zoutmijnen. In 895 kwamen de Hongaren naar het gebied en in het jaar 1002 werd de plaats voor het eerst genoemd onder de naam Zeek. De Hongaars gereformeerde kerk in het dorp werd voor het eerst in 1330 gebouwd. Ze brandde af rond 1770 en werd daarna opnieuw opgebouwd.
Het Hongaarse Szék werd in 1920 onderdeel van Roemenië en kreeg toen haar Roemeense naam Sic. De bevolking bleef echter Hongaars en tijdens het communistische regime bleef het door haar geïsoleerde ligging vasthouden aan oude tradities. Velen dragen nog klederdracht. Sic/Szék heeft 3 lange straten, Felszeg, Csipkeszeg en Forrószeg. Tegenwoordig is het dorp een geliefde zomerbestemming voor Hongaren uit Hongarije om er tijdens kampen de traditionele volksdansen te leren. Sic/Szék is de wieg van de Hongaarse danshuisbeweging. Elke straat had vroeger zijn eigen danshuis (táncház). Het danshuis was een privéhuis waar in het weekend de jongeren bijeen kwamen om te dansen. Elk danshuis had zijn eigen muzikanten. Het danshuis werd in 1972 geïntroduceerd in Boedapest en werd al gauw een groot succes onder jongeren. Zo ontstond de Hongaarse danshuisbeweging. In 2011 heeft UNESCO deze beweging op haar immateriële lijst van erfgoederen geplaatst. In Sic/Szék worden nog maandelijks danshuizen georganiseerd door de Csipkeszeg Foundation.

## Bevolking
Sic is een Hongaarse enclave. 
- In 2011 had de gemeente 2460 inwoners, waarvan 2306 Hongaren (94%), 88 Roemenen, 10 Roma en 1 Nederlander.
- In 2002 had de gemeente 2.764 inwoners, waarvan 96% etnische Hongaren, 3,4% Roemenen en 0,25% Roma.
- Wat geloof betreft was 75% calvinistisch, 6,6% katholiek en 3,7% roemeens-orthodox.

Steden met gemeentestatus: Cluj-Napoca · Turda · Câmpia Turzii · Dej · Gherla

Stad zonder gemeentestatus: Huedin

Gemeenten: Aghireșu · Aiton · Aluniș · Apahida · Așchileu Mare · Baciu · Băișoara · Beliș · Bobâlna · Bonțida · Borșa · Buza · Căianu · Călățele · Cămărașu · Căpușu Mare · Cășeiu · Cătina · Câțcău · Ceanu Mare · Chinteni · Chiuiești · Ciucea · Ciurila · Cojocna · Cornești · Cuzdrioara · Dăbâca · Feleacu · Fizeșu Gherlii · Florești · Frata · Gârbău · Geaca · Gilău · Iara · Iclod · Izvoru Crișului · Jichișu de Jos · Jucu · Luna · Măguri-Răcătău · Mănăstireni · Mărgău · Mărișel · Mica · Mihai Viteazu · Mintiu Gherlii · Mociu · Moldovenești · Negreni · Pălatca · Panticeu · Petreștii de Jos · Ploscoș · Poieni · Râșca · Recea-Cristur · Săcuieu · Săndulești · Săvădisla · Sânncraiu · Sânmartin · Sânpaul · Someșeni · Sic · Suatu · Tritenii de Jos · Tureni · Țaga · Unguraș · Vad · Valea Ierii · Viișoara · Vultureni